# Arrondissement Villeneuve-sur-Lot
Das Arrondissement Villeneuve-sur-Lot ist ein Verwaltungsbezirk im Département Lot-et-Garonne in der französischen Region Nouvelle-Aquitaine.

## Geschichte
Am 4. März 1790 wurde mit der Gründung des Départements Lot-et-Garonne auch ein District de Villeneuve gegründet, der allerdings kleiner war als das heutige Arrondissement. Am 17. Februar 1800 wurde daraus und aus Teilen der ehemaligen Distrikte Lauzun und Monflanquin das Arrondissement gegründet.
Am 4. November 1808 wurden Teile des Arrondissements (der Kanton Montaigu-de-Quercy) dem damals neu gegründeten Département Tarn-et-Garonne zugeschlagen.
Siehe auch: Geschichte des Departements Lot-et-Garonne.

## Geografie
Das Arrondissement grenzt im Norden an die Arrondissements Bergerac und Sarlat-la-Canéda im Département Dordogne, im Osten an das Arrondissement Cahors im Département Lot (Okzitanien), im Südosten an das Arrondissement Castelsarrasin im Département Tarn-et-Garonne, ebenfalls in der Region Okzitanien, im Süden an das Arrondissement Agen und im Westen an das Arrondissement Marmande.
Im Arrondissement gibt es acht Wahlkreise (Kantone):
- Kanton Le Confluent (mit 1 von 20 Gemeinden)
- Kanton Le Fumélois
- Kanton Le Haut Agenais Périgord
- Kanton Le Livradais
- Kanton Le Pays de Serres (mit 8 von 23 Gemeinden)
- Kanton Le Val du Dropt (mit 10 von 25 Gemeinden)
- Kanton Villeneuve-sur-Lot-1
- Kanton Villeneuve-sur-Lot-2

## Gemeinden
Die Gemeinden des Arrondissements Villeneuve-sur-Lot sind:
| 1. Allez-et-Cazeneuve (47006)            | 2. Anthé (47011)                     | 3. Auradou (47017)                    | 4. Beaugas (47023)                     |
| 5. Bias (47027)                          | 6. Blanquefort-sur-Briolance (47029) | 7. Boudy-de-Beauregard (47033)        | 8. Bourlens (47036)                    |
| 9. Bournel (47037)                       | 10. Cahuzac (47044)                  | 11. Cancon (47048)                    | 12. Casseneuil (47049)                 |
| 13. Castelnaud-de-Gratecambe (47055)     | 14. Castillonnès (47057)             | 15. Cavarc (47063)                    | 16. Cazideroque (47064)                |
| 17. Condezaygues (47070)                 | 18. Courbiac (47072)                 | 19. Cuzorn (47077)                    | 20. Dausse (47079)                     |
| 21. Dévillac (47080)                     | 22. Dolmayrac (47081)                | 23. Doudrac (47083)                   | 24. Douzains (47084)                   |
| 25. Ferrensac (47096)                    | 26. Fongrave (47099)                 | 27. Frespech (47105)                  | 28. Fumel (47106)                      |
| 29. Gavaudun (47109)                     | 30. Hautefage-la-Tour (47117)        | 31. La Sauvetat-sur-Lède (47291)      | 32. Lacapelle-Biron (47123)            |
| 33. Lacaussade (47124)                   | 34. Lalandusse (47132)               | 35. Laussou (47141)                   | 36. Le Temple-sur-Lot (47306)          |
| 37. Lédat (47146)                        | 38. Lougratte (47152)                | 39. Masquières (47160)                | 40. Massels (47161)                    |
| 41. Massoulès (47162)                    | 42. Mazières-Naresse (47164)         | 43. Monbahus (47170)                  | 44. Monclar (47173)                    |
| 45. Monflanquin (47175)                  | 46. Monségur (47178)                 | 47. Monsempron-Libos (47179)          | 48. Montagnac-sur-Lède (47181)         |
| 49. Montastruc (47182)                   | 50. Montauriol (47183)               | 51. Montaut (47184)                   | 52. Montayral (47185)                  |
| 53. Monviel (47192)                      | 54. Moulinet (47193)                 | 55. Pailloles (47198)                 | 56. Parranquet (47200)                 |
| 57. Paulhiac (47202)                     | 58. Penne-d’Agenais (47203)          | 59. Pinel-Hauterive (47206)           | 60. Pujols (47215)                     |
| 61. Rayet (47219)                        | 62. Rives (47223)                    | 63. Saint-Antoine-de-Ficalba (47228)  | 64. Saint-Aubin (47230)                |
| 65. Sainte-Colombe-de-Villeneuve (47237) | 66. Sainte-Livrade-sur-Lot (47252)   | 67. Saint-Étienne-de-Fougères (47239) | 68. Saint-Étienne-de-Villeréal (47240) |
| 69. Saint-Eutrope-de-Born (47241)        | 70. Saint-Front-sur-Lémance (47242)  | 71. Saint-Georges (47328)             | 72. Saint-Martin-de-Villeréal (47256)  |
| 73. Saint-Maurice-de-Lestapel (47259)    | 74. Saint-Pastour (47265)            | 75. Saint-Quentin-du-Dropt (47272)    | 76. Saint-Sylvestre-sur-Lot (47280)    |
| 77. Saint-Vite (47283)                   | 78. Salles (47284)                   | 79. Sauveterre-la-Lémance (47292)     | 80. Savignac-sur-Leyze (47295)         |
| 81. Sembas (47297)                       | 82. Sérignac-Péboudou (47299)        | 83. Thézac (47307)                    | 84. Tombebœuf (47309)                  |
| 85. Tourliac (47311)                     | 86. Tournon-d’Agenais (47312)        | 87. Tourtrès (47313)                  | 88. Trémons (47314)                    |
| 89. Trentels (47315)                     | 90. Villebramar (47319)              | 91. Villeneuve-sur-Lot (47323)        | 92. Villeréal (47324)                  |